# 디요니시유스 모스크바

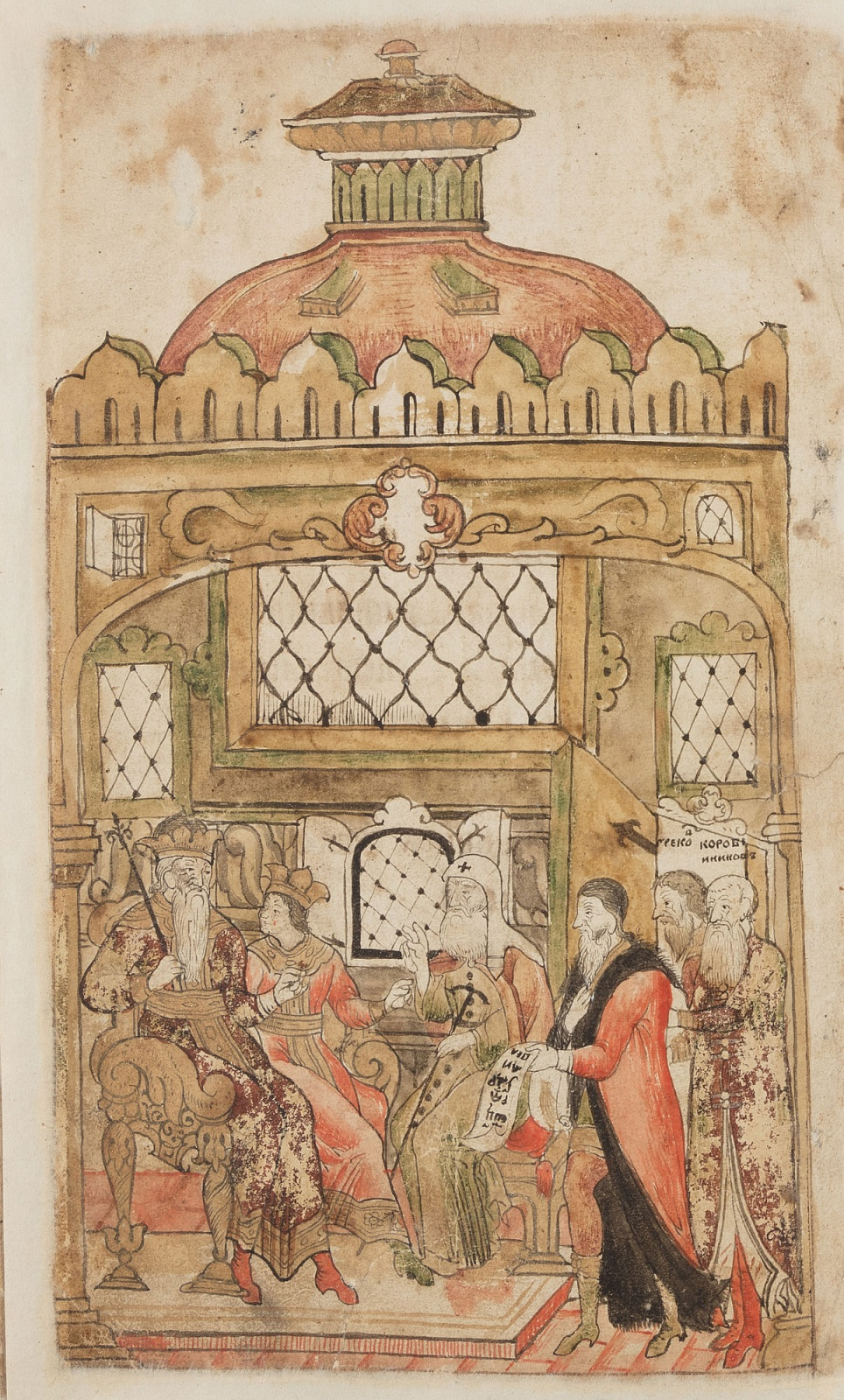

디요니시유스 모스크바(Dionysius Moskva, 1505년 1월 1일 ~ 1591년 7월 8일)는 16세기 모스크바 대공국과 루스 차르국 시대의 러시아 정교회 대주교이다.
모스크바에서 러시아계와 그리스계와 타타르계와 투르크계와 몽골계의 혼혈로 출생한 그는 일찍이 정교회 사제 직무로써 출사 및 출세하여 1581년 2월 1일에서 1587년 1월 1일까지 모스크바 대주교 직책을 지낸 그는 겸직 직책으로써 1584년 3월 28일에서 1585년 5월 31일까지 잠시 표도르 1세 군주의 대리청정(섭정)을 1년 2개월간 지냈다.

그는 1587년에 보리스 고두노프를 반대하는 보야르들과 손을 잡고 고두노프의 여동생인 황후 이리니를 후사를 낳지 못한다는 이유로 차르 표도르와 이혼시키려는 음모를 꾸몄는데 이것이 들통나자 고두노프에 의해 총대주교직에서 쫒겨났고 이후 1591년에 사망하였다.